# Pierre-Alexandre Lemare
Pierre-Alexandre Lemare né le 2 février 1766 aux Faivres-en-Grandvaux, et mort le 18 décembre 1835 à Paris, est un homme politique, éducateur, linguiste et inventeur français.

## Biographie
Originaire d’une famille paysanne du Haut-Jura, descendant des serfs mainmortables de l’abbaye de Saint-Claude, d’un père bûcheron, c’est un petit paysan analphabète jusqu’à l’âge de 12 ans. En 1778, le curé de son village, Pierre-Joseph Martelet, remarque son intelligence, lui donne des cours, notamment de thème latin, et persuade la famille de l’envoyer au collège de Saint-Claude, où il montre de grandes aptitudes, suit des cours de rhétorique à Dole, de philosophie à Saint-Claude, puis au séminaire de Lyon. Nommé professeur de rhétorique au collège de Saint-Claude, en février 1791, il est ordonné prêtre en avril. 

### Activité politique
Lemare embrasse très tôt les idées révolutionnaires, prête le serment de la constitution civile du clergé, abdique le sacerdoce en octobre 1793, se marie et aura une fille, Camille, en 1801. Début 1794, il devient président de l’administration départementale du Jura. À la chute de Robespierre en 1794, il doit se réfugier à Paris, accusé d’avoir participé à la Terreur Arrêté, emprisonné à Salins, il s’échappe, le 31 juillet 1795, et se réfugie en Suisse.
Début 1796, on le retrouve maire de Grande-Rivière et, de nouveau, président de l’administration centrale du département du Jura. 
D’emblée hostile à Napoléon Ier, dont il dénonce le Coup d'État du 18 Brumaire, il est en lien avec les opposants au nouveau régime, Pichegru, Moreau et surtout le général Malet, Comtois comme lui. À Paris, où il est depuis 1801, où il enseigne la grammaire à l’Athénée des Arts, héberge Malet et cache, à l’Athénée, des armes destinées aux conjurés. Quand le complot est découvert en 1808 et Malet arrêté, Lemare s’enfuit en Autriche. Reconduit à la frontière, il se réfugie sous le nom de Jacquet, à Montpellier, où il commence des études de médecine, avant de soutenir, en 1815, sa thèse de médecine à la faculté de Paris. Nommé, en 1811, chirurgien aide-major de la Grande Armée, il suit celle-ci jusqu’à Moscou dans la retraite de Russie.
En mai 1814, de retour en France il se rallie à Louis XVIII ; pendant les Cent-Jours, Lemare devient « Commissaire du Roi » et avec l’abbé Jean-Baptiste Lafon anime une propagande hostile à Napoléon dans le Jura et le Doubs, notamment auprès des commandants de place, les généraux Lecourbe à Belfort et Marulaz à Besançon. Il n’obtiendra aucune reconnaissance une fois le nouveau pouvoir en place.
Lemare revient alors à la vie civile. Son dernier acte politique est un texte pour l’abolition de la peine de mort publié en 1830.

### Le médecin et l’inventeur
À la croisée de la révolution politique de 1789 et de la révolution technique du XIXe siècle, ayant consacré sa thèse de médecine aux influences des idées libérales sur la santé, il cherche des applications utiles aux découvertes récentes sur la vapeur :
- 9 avril 1820 : brevet pour la « marmite autoclave »[5].
- 1825 : invention du « caléfacteur », le premier autocuiseur. Il en assure la commercialisation et en vendra environ 20 000 exemplaires.
- 1833 : brevet pour le « calorilame », un appareil de chauffage domestique.
- septembre 1834 : brevet pour le « Four aérotherme ». Le gendre de Lemare, Charles Auguste Fourdrin, construira en 1839 la première boulangerie industrielle au Petit Montrouge où ce four est utilisé et permet de cuire plus 6 000 kg de pain par jour.

### Le linguiste
Dès 1801, enseignant la grammaire, il ne cesse de publier de nombreux traités de linguistique ; le 25 octobre 1807, il devient membre de l’Académie grammaticale fondée par Domergue.
En linguistique, Lemare ne sépare pas la théorie du langage de ses applications pratiques. Passionné par les problèmes d’enseignement de la langue et par l’apprentissage de la lecture, il publie des manuels et des méthodes où « à certains égards … il est un précurseur de la méthode globale de Maria Montessori et la gestalttheorie ».
La méthode de Lemare est originale : dans l’enseignement de la langue maternelle, au début, toute parole doit être accompagnée d’un geste explicatif, jusqu’au moment où la phrase parlée est assez connue de l’enfant pour suffire seule à lui rappeler l’idée, sans le geste qui y était associé. Puis, modifiée peu à peu par des substitutions qu’expliquent de nouveaux gestes, cette phrase parlée éveille dans l’esprit des idées nouvelles qui s’ajoutent à celles qu’elle exprimait sous sa première forme, et qui concourent à la formation d’un répertoire varié, où chaque mot a une valeur exacte, et chaque phrase une signification nettement déterminée. Une fois la langue maternelle ainsi apprise, l’étude d’une langue étrangère quelconque, vivante ou morte, devient relativement aisée. La langue maternelle remplace le geste explicatif et devient la clef de la langue étrangère. 
Son Cours de lecture publié en 1818 et repris en 1829 est illustré : il fait commencer par l’étude d’un alphabet composé de 41 signes ; à chacun de ces signes alphabétiques correspond une figure qui simule la forme de la lettre, et qui reçoit un nom dans lequel se trouve le son représenté par cette lettre. Ainsi, pour la lettre A, la figure est celle d’un homme penché qui se heurte contre un tronc d’arbre, et qui s’écrie Ah ; pour la lettre D, ce sont deux lutteurs dont l’un est debout, tandis que l’autre s’arcboute contre lui : comme il y a deux hommes, la figure s’appelle Deux ; pour la lettre B, ce sont deux têtes de bœuf liées à un joug, qui est placé verticalement : la figure s’appelle Bœufs. Quand l’élève connaît tous ces signes et le son auquel ils correspondent, on lui présente des phrases, qu’il décompose en syllabes, puis en lettres. Cette méthode est une combinaison du système hiéroglyphique de Bertaud et du procédé analytique recommandé par l’abbé de Radonvilliers et Nicolas Adam.

## Publications
- Lémare et Genisset, se disant républicains du Jura, réfugiés à Paris, peints par eux-mêmes, Paris, 1794.
- Les Oppresseurs du Jura convaincus par eux-mêmes. Au Corps législatif, au Directoire exécutif, aux ministres, par des républicains de ce département réfugiés à Paris, Paris, 1796.
- L’abréviateur latin, ou procédés neufs et analytiques pour apprendre la langue latine, Paris, 1802..
- Cours théorique et pratique de langue française, Paris, 1804 ; rééd. 1807.
- Le chevalier de la vérité, trad. de l’allemand de August Friedrich Ernst Langbein (de), Paris, 1814.
- (la) Quid possint in sanitatem quidquid liberum vulgo dicitur et liberale, necnon libertatis, quacumque ea sit, decens et facilis usus ; hanc thesim, 21 décembris 1815…, coram artis medicae inclytissima Parisiensi Facultate propugnavit Petrus-Alexander Lemare, dictus Jacquet, Paris, 1815 (thèse de médecine).
- Histoire des sociétés secrètes et des conspirations militaires qui ont eu pour objet la destruction du gouvernement de Bonaparte, avec Nodier, Jacques-Rigomer Bazin et Vincent Lombard, Paris, 1815.
- Rapport sommaire fait à son excellence le comte de Talleyrand, ministre plénipotentiaire de France, près la Diète helvétique, sur la mission remplie dans les départemens du Doubs et du Jura, en mars, avril, mai, juin et juillet 1815, avec Jean-Baptiste-Hyacinthe Lafon, Paris, 1815.
- Traité complet d’orthographe d’usage et de prononciation, Paris, 1815.
- Malet ou coup d’œil sur l’origine, les éléments, le but et les moyens des conjurations formées, en 1808 et 1812, par ce général et autres ennemis de la tyrannie, Paris, 1816.
- Manière d’apprendre les langues ; suivie de l’analyse et de l’examen des méthodes ou projets de méthodes de Despautère, Coménius, Port-Royal, Locke, Rollin, Dumarsais, Pluche, Radonvilliers, Lhomond, Maugard, Pestalozzi, etc., et d’un mot sur le procédé de Lancastre, Paris, 1817.
- Cours pratique et théorique de langue latine ou méthode prénotionnelle, Paris, 1817.
- Cours théorique et pratique de langue française, seconde édition, 1817-1819, 2 vol..
- Cours de lecture, où, procédant du composé au simple, on apprend à lire des phrases, puis des mots, sans connaître ni syllabes ni lettres ; composé de 41 figures en taille-douce, représentant chacune, selon la manière dont elles sont envisagées, une lettre, une syllabe, un mot ou une phrase ; de phrases préparées, tirées de la Bible, et amenant, dans les syllabes initiales de chaque ligne, tous les genres d’assemblage nécessaires, dont se composent les syllabaires, et terminé par un Dictionnaire de prononciation a l’usage des Français et des étrangers, Paris, 1818.
- Philosophie de la lecture, Paris, 1818.
- Cours de langue latine où 4 000 exemples… servent à fonder la lexicographie, la syntaxe, l’étymologie, et la nomenclature, Paris, 1819.
- Dictionnaire français par ordre d’analogie, Paris, 1820.
- Notice détaillée sur le caléfacteur-Lemare […] contenant des descriptions, instructions, usages et prix des caléfacteurs pots-au-feu, rotissoirs, vases latéraux, fours à pain, alambics, caléfacteurs des bains, etc, des cafetières à feu supérieur, des filtres à pression, des réchauds accélérés, à esprit de vin, Paris, 1825.
- Nouveau dictionnaire des rimes, Paris, 1828.
- Cours de lecture consistant en 68 figures et 48 contes qui, supprimant les abécédaires et les syllabaires, abrègent incroyablement l’instruction, en font un jeu, tant pour les mères, les maîtres, que pour les élèves, et s’appliquent aussi bien à l’enseignement simultané ou mutuel qu’à l’enseignement particulier, Paris, 1829, 6e éd..
- Clé du pantographe, instrument composé de 130 dés écrits sur les 6 faces, Paris, 1829.
- Sur la peine de mort, Paris, 1830.
- Cours de langue française : en 9 parties (dont 3 nouvelles), toutes traitées d’après la méthode des faits  (éd. augmentée), Paris, Chez l’auteur, 1835, 3e éd. (OCLC 461579147, lire en ligne).